# Semiothisa cricophera
Semiothisa cricophera är en fjärilsart som beskrevs av Louis Beethoven Prout. Semiothisa cricophera ingår i släktet Semiothisa och familjen mätare. Inga underarter finns listade i Catalogue of Life.